# Butis butis
Butis butis је зракоперка из реда Perciformes и фамилије Eleotridae.

## Угроженост
Ова врста је на нижем степену опасности од изумирања, и сматра се скоро угроженим таксоном.

## Распрострањење
Ареал врсте је ограничен на две државе. 
Јужноафричка Република и Мозамбик су једина позната природна станишта врсте.

## Станиште
Станиште врсте су слатководна подручја.